# Roettachuri
De roettachuri (Serpophaga nigricans) is een zangvogel uit de familie Tyrannidae (tirannen).

## Verspreiding en leefgebied
Deze soort komt voor van zuidelijk Bolivia, oostelijk Paraguay en zuidelijk-centraal Brazilië tot centraal Argentinië en Uruguay.

## Status
De grootte van de populatie is niet gekwantificeerd maar de soort wordt omschreven als vrij algemeen. Op de Rode lijst van de IUCN heeft deze soort de status niet bedreigd.